# Hans Spiegel (Maler)
Johann Maria „Hans“ Spiegel, auch Hans Maria Spiegel (* 1. Februar 1893 in Münnerstadt; † 15. September 1966 in Überlingen) war ein deutscher Maler des Kubismus und Hochschullehrer. Er war von 1931 bis 1938 Direktor der Kunstakademie Stuttgart.

## Leben und Werk
Hans Spiegel studierte zunächst an der Kunstakademie München bei Gabriel von Hackl und Angelo Jank, bis er 1918 an die Stuttgarter Kunstakademie zu Christian Landenberger wechselte. Aus dem intensiven inhaltlichen Austausch der Studenten Oskar Schlemmer, Willi Baumeister, Albert Mueller (1884–1963) und Hans Spiegel ging 1919 die sogenannte Stuttgarter Üecht-Gruppe hervor. 1924 bis 1927 gehörte er zur Stuttgarter Sezession. 1929 wurde er zusammen mit Arnold Waldschmidt (1873–1958), Gottfried Graf (1881–1938) und Albert Mueller Gründer der „Gruppe 1929 Stuttgart“.
Ähnlich wie seine frühen studentischen Malerkollegen aus der Gruppe Üecht integrierte er formal kubistische Züge in sein Werk. Er schuf figürliche Kompositionen, in denen häufig runde organische Formen (beispielsweise menschliche Körper) mit geometrischen Formen ein Wechselspiel eingingen. Seine weiterentwickelte kubistische Malerei wurde folgendermaßen charakterisiert: „Spiegel hat die äußere Mathematik des kubistischen Territoriums aufgegeben, um einer paradiesisch erlebten Farbenmodulation zu weichen. Seine Aquarelle von rätselhafter Schönheit“ sind „mit allen nervösen weichen Zuckungen durchbrochen.“ Als ordentliches Mitglied des Deutschen Künstlerbundes nahm Hans Spiegel 1929 noch an der 25. DKB-Jahresausstellung im Kölner Staatenhaus teil, wo er mit drei Arbeiten vertreten war.
Ab 1925 hatte Hans Spiegel, als Nachfolger von Christian Speyer,  eine Professur für Wandmalerei und Kompositionen der Kunstakademie Stuttgart inne. 1932 wurde er mit 38 Jahren zum Direktor der Akademie berufen, die er bis 1938 (seit 1935 kommissarisch) leitete. Zum Abschluss des Wintersemesters bat er „um Entbindung von den Amtspflichten“ und schlug als Nachfolger Fritz von Graevenitz vor. Er blieb jedoch bis 1945 Professor. Wurde 1937 noch eine „Sitzende weibliche Figur“ (Öl auf Pappe) aus den frühen 1930er Jahren in der Staatsgalerie Stuttgart als entartet beschlagnahmt, zeigte sich, dass sich Spiegel an die nationalsozialistische Kunstauffassung gut angepasst hatte: er nahm in den Jahren 1937 (Kameraden,  Saal 24) und 1944 an den nationalsozialistischen Propaganda- und Verkaufsschauen Große Deutsche Kunstausstellung in München teil. 1938 war er Mitglied der Vorauswahljury. Auf der Ausstellung von 1944 kaufte die Stadt Stuttgart von Spiegel das Ölgemälde Herbst (Saal 20). Ebenfalls auf der Großen Deutsche Kunstausstellung 1944 wurde vom Bildhauer Fritz Nuß ein Porträtkopf Prof. Hans Spiegel (Saal 30) ausgestellt und angeboten, der ebenfalls von der Stadt Stuttgart erworben wurde. Bei den Bombenangriffen auf Stuttgart 1943/44 wurde auch Spiegels Atelier in der Akademie – und damit ein großer Teil seines frühen Werks – zerstört. Da in der Kriegszeit nur noch 13 Studenten an der Akademie studierten, wurde Spiegel zeitweilig zum „Kriegsschädenamt der Stadt Stuttgart“ versetzt. Während der letzten Kriegsmonate soll Spiegel mit Familie im akademieeigenen Studienheim Reinwaldhaus in Bodman am Bodensee ansässig gewesen sein. Nach dem Sturz des NS-Regimes 1945 wurde er an der Akademie nicht weiterbeschäftigt. Seine Stelle als Professor und Leiter der Klasse für Dekorative Malerei nahm der unbelastete Willi Baumeister ein, der zuvor mit einem Mal- und Ausstellungsverbot der Reichskammer der bildenden Künste belegt war.